# Yelena Bashkírova
Yelena Dmítrievna Bashkírova (en ruso: Елена Дмитриевна Башкирова, Moscú, 1958) es una pianista y directora musical de origen ruso y nacionalidad israelí.

## Biografía
Es hija del pianista y profesor Dmitri Bashkírov y estudió en el Conservatorio de Moscú. Es la fundadora del grupo Metropolis Ensemble en Berlín, Alemania; y del Festival Internacional de Música de Cámara de Jerusalén (1998).
En 1988, se casó con el argentino-israelí Daniel Barenboim, de quien es la segunda esposa. Se conocieron cuando Barenboim todavía estaba casado con la chelista británica Jacqueline du Pré, a quien durante esa época se le diagnosticó esclerosis múltiple.[cita requerida]
Durante la fase final de la enfermedad de du Pré, Barenboim y Bashkírova vivieron juntos y tuvieron dos hijos. El más joven es el violinista Michael Barenboim y el mayor es mánager y letrista del grupo de hip-hop alemán "Level 8", KD-Supier.
Bashkírova estuvo casada primero con el violinista Gidon Kremer.